# Plenk

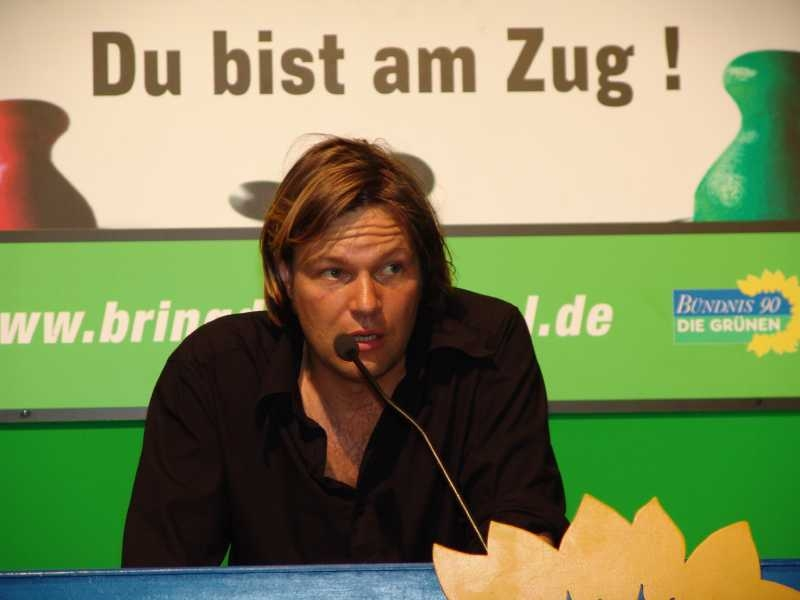
Slogan „Du bist am Zug !“ der Grünen mit Robert Habeck, Leerzeichen vor dem Ausrufezeichen (2006).

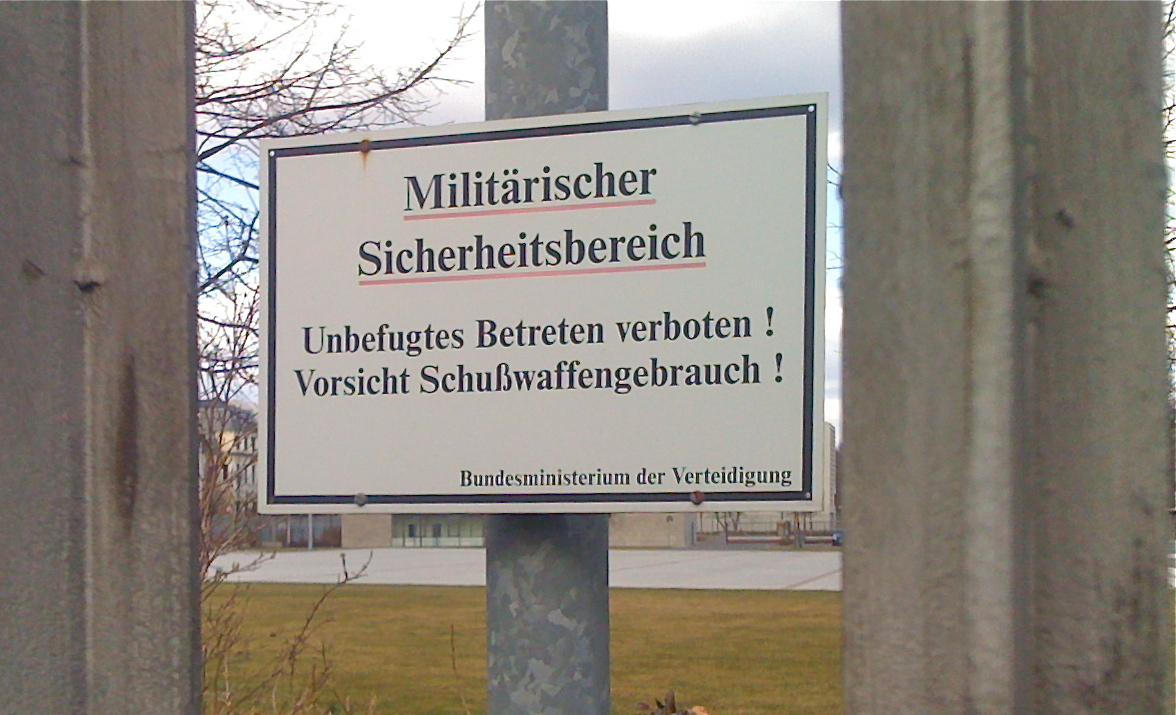
Ein weiteres Beispiel: Leerzeichen vor den Ausrufezeichen (außerdem fehlendes Komma).

Plenk (vom englischen blank für „(das) Leerzeichen“, Spatium) bezeichnet im Netzjargon ein typografisch falsch gesetztes Leerzeichen vor einem Satzzeichen oder Wortzeichen (darunter fallen beispielsweise Komma, Punkt, Ausrufezeichen und Fragezeichen bzw. Bindestrich und Abkürzungspunkt); die Verwendung widerspricht der Rechtschreibung.
Den Regelungen zur deutschen Sprache folgend, werden weder vor das Frage- noch vor das Ausrufezeichen Leerzeichen gesetzt, anders als beispielsweise im Französischen (siehe weiter unten).
Leerzeichen vor Satzzeichen sind im Deutschen hingegen erforderlich bei einem Gedankenstrich, bei der sich öffnenden Klammer und bei Auslassungspunkten, sofern diese für mindestens ein ganzes Wort stehen (siehe auch Ellipse), sowie bei einem Ergänzungsstrich, wenn dieser einem Wortteil voransteht, um einen dem Inhalt nach zu wiederholenden Wortteil zu vertreten (Beispiel: Warenherstellung und ‑verkauf).

## Beispiele
Plenks führen bei automatischem Zeilenumbruch durch Programme, die den Anhang UAX #14 der Unicode-Spezifikation nicht oder nicht richtig implementieren, oft zu unerwünschten Effekten, wie folgendes Beispiel zeigt:
- Hier kommt der Text. Ich denke
, ich plenke ! Du denkst , du plenkst
!

Hier wird der Ausdruck sinnentstellend auseinandergerissen:
- Heute essen wir Blumenkohl - Suppe.
- Hans ist Diplom – Ingenieur.

Im letzten Beispiel liegt zusätzlich die Ersetzung des Bindestrichs durch einen Gedankenstrich vor, siehe weiter unten.
Im Netzjargon Vong werden Plenks seit den 2010er Jahren als Stilmittel verwendet.

## Wortherkunft und Geschichte
Das Wort Plenk ist eine Verballhornung eines englischen Wortes für Leerzeichen, blank. Es wurde um 1988 von Johannes „Jödel“ Leckebusch im MausNet eingeführt; seit Mitte der 1990er Jahre ist Plenk auch im deutschsprachigen Usenet ein feststehender Ausdruck. Formal und linguistisch handelt es sich bei Plenk um eine Wortbildung auf dem Wege der Lehnwortbildung. Aus Plenk selbst entstand wiederum der komplementäre Ausdruck Klemp (siehe Abschnitt unten).

## Plenks in Klammern
Oft wird sowohl nach einer öffnenden als auch vor einer schließenden Klammer fälschlicherweise ein Leerzeichen gesetzt. Leerzeichen gehören aber nur vor die öffnende sowie hinter die schließende Klammer (sofern dieser nicht ein Satzzeichen folgt).
Würde das Fehlen eines eigentlich nicht zulässigen Leerzeichens vor einer schließenden Klammer zu einer Sinnentstellung führen, darf es jedoch gesetzt werden:
- Wird in einem in Klammern gesetzten Satz mit einem Smiley geschlossen, würden die beiden Klammern (die erste vom Smiley, die zweite vom Klammersatz) nicht unterschieden werden können (ein Smiley mit zwei Klammern ist auch eine gültige Smiley-Variante). In diesem Fall ist ein Leerzeichen zwischen Smiley und schließender Klammer möglich, wenn die Trennung nicht mittels Auslassungspunkten o. Ä. erfolgt.
- Oft ist es nötig, Leerzeichen vor schließende Klammern (aber nicht hinter öffnenden) zu setzen, wenn vor der schließenden Klammer ein Hyperlink steht, die Klammer aber nicht Teil des Links sein soll. Viele Instant Messenger und andere Programme, die eingegebene Hyperlinks klickbar machen, fügen die Klammer fälschlich dem Hyperlink hinzu. Ein Leerzeichen ist eine pragmatische Lösung, die Klammer abzutrennen. Beispielsweise wird die Nachricht so verschickt: Das Programm nimmt eine Eingabe an (siehe https://de.wikipedia.org/wiki/Eingabe_(Computer) ), die es verarbeitet.

## Plenken und Textverarbeitung
Bei Textverarbeitungsprogrammen wie LibreOffice und Microsoft Word wird in der Voreinstellung ein von zwei Leerzeichen umschlossener Bindestrich automatisch durch einen Halbgeviertstrich (Gedankenstrich) ersetzt. Hierdurch kann Plenken zu völlig sinnentstellenden Schreibweisen führen.

## Französische Sprache
Im Gegensatz zum Deutschen und Englischen ist im Französischen die Verwendung eines geschützten Leerzeichens vor Fragezeichen (?), Ausrufezeichen (!), Doppelpunkt (:) und Semikolon (;) im Schriftsatz vorgeschrieben. Außerdem steht hier nach öffnenden («) und vor schließenden (») Anführungszeichen (guillemets) ein geschütztes Leerzeichen. Diese Regel gilt auch bei Kombinationen von Satzzeichen: « Quoi ? »
Ein geschütztes Leerzeichen wird verwendet, um einen ungewollten Zeilenumbruch zu verhindern. Alternativ können Programme eingesetzt werden, die den Umbruch entsprechend dem Unicode-Zeilenumbruch-Algorithmus vornehmen, der in diesem Fall auch bei der Verwendung eines gewöhnlichen Leerzeichens einen Umbruch verhindert. Ist die Verwendung eines geschützten Leerzeichens nicht möglich, so gilt auch für das Französische, dass kein Leerzeichen zu verwenden ist. Sind unterschiedliche Spatienbreiten vorhanden, wird vor das Semikolon häufig nur ein halbes Leerzeichen gesetzt.
Bei typografisch korrektem Schriftsatz werden die oben genannten Zeichen mit Viertelgeviert ausgeschlossen, wobei der Schriftgrad noch nicht berücksichtigt ist.
Die Besonderheit hängt mit der französischen typografischen Tradition zusammen: So wurden in frühen Drucken sehr viele Kursiven verwendet; außerdem ist das Graphem f am Wortende häufiger als in anderen Sprachen. Dadurch entsteht immer ein Abstand (vom Fußpunkt des f) zum Punkt oder Komma, der dann auch bei den anderen Satzzeichen analog umgesetzt wird.

## Klemp

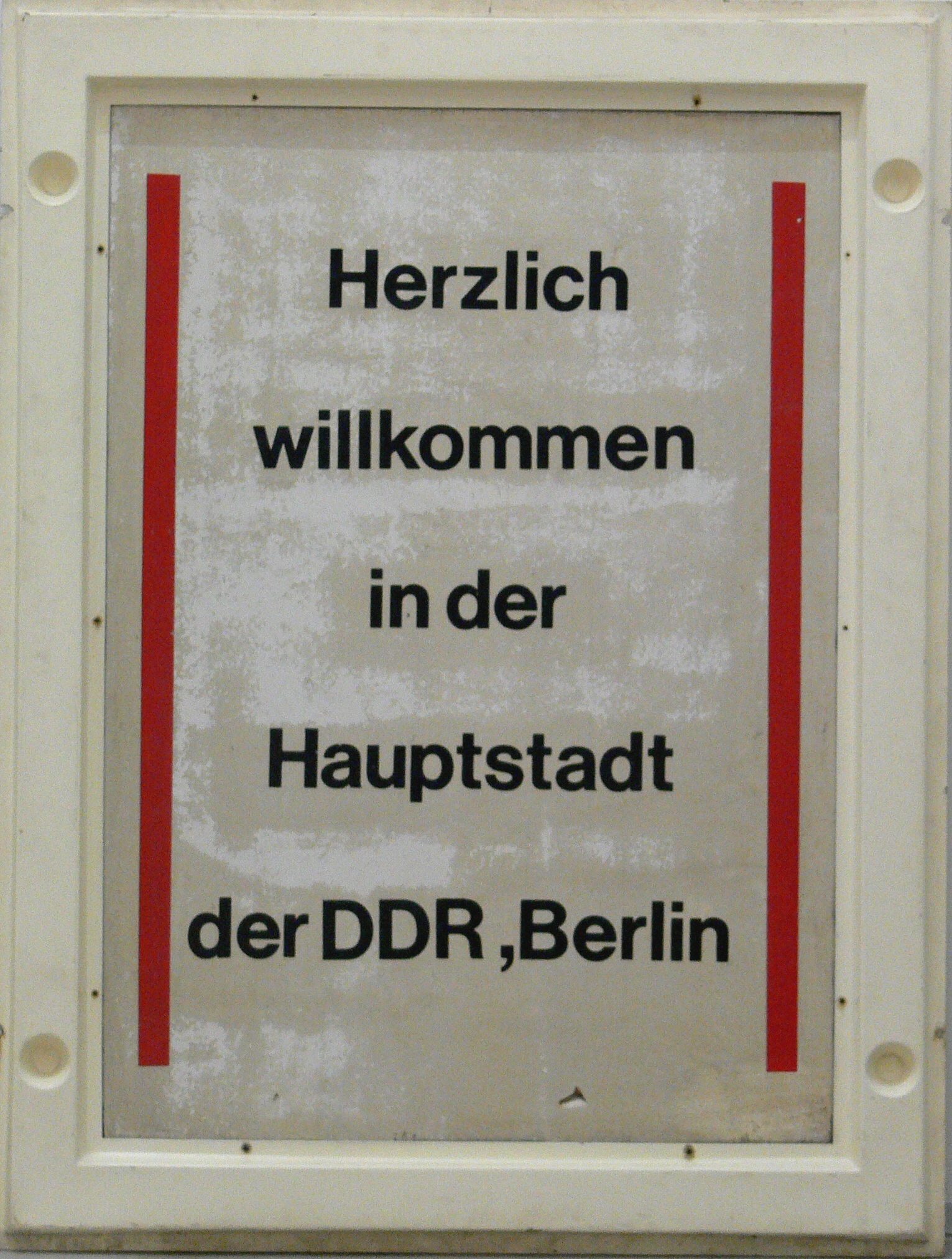
Hinweisschild der DDR am Grenzübergang Bornholmer Straße bis ca. 1990 mit Leerzeichen vor dem Komma ("Plenk") und fehlendem Leerzeichen hinter dem Komma ("Klemp")

Komplementär zu Plenk wird – wiederum insbesondere im Netzjargon – das Fehlen eines Leerzeichens nach einem Satz- oder Wortzeichen als Klemp bezeichnet und ist typographisch in der Regel genauso falsch wie ein Plenk (Ausnahmen siehe unten).

### Entstehung des Wortes
Das Wort Klemp ist – ebenso wie Plenk – eine Lehnwortbildung (aus dem englischen Wort clamp für Schraubzwinge, das mit dem deutschen Wort Klammer verwandt ist; in dem Sinne, dass damit zwei Wörter zu nah aneinander geklemmt werden). Zum anderen fiel die Wahl wohl auch deshalb auf diese Wortbildung, weil es die konsonantische Umkehrung von Plenk ist (mit angepasster Aussprache: -np- wird zu -mp-). So spiegelt sich die Komplementarität der beiden Begriffe sowohl orthographisch als auch phonetisch wider (Vertauschung von p und k, mit Anpassung des Nasals).
Das Auslassen eines solchen Leerzeichens wird in Ableitung als klempen bezeichnet.

### In der Praxis geduldete Ausnahmen
Das Weglassen eines typographisch korrekten Leerzeichens geschieht manchmal bewusst, insbesondere um beispielsweise bei Beschränkungen der Zeichenanzahl Schriftzeichen einzusparen. Beispiele:
- Die über Mikroblogging-Dienste (z. B. Twitter) versendeten Nachrichten können üblicherweise nicht mehr als 280 (früher nur 140) Zeichen enthalten.
- Eine Kurznachricht im Mobilfunk umfasst maximal 160 Zeichen. Durch Handymodelle, die so genannte Multi-SMS (Concatenated Message) versenden können, hat sich diese Einschränkung von der technischen Seite her inzwischen weitgehend erübrigt, abrechnungstechnisch wird aber jede Teil-SMS als eine SMS gewertet.

In Fällen wie den genannten wird ein Klemp meist toleriert, auch wenn er nach wie vor als typographisch „unschön“ gilt.

## Chinesische und japanische Schriftsysteme
In den chinesischen und japanischen Schriftsystemen werden vor und nach Satzzeichen regulär keine Leerzeichen gesetzt. Hintergrund ist, dass dort Satzzeichen im Allgemeinen denselben quadratischen Raum (Geviert) wie ein Schriftzeichen einnehmen und innerhalb dieses Raumes gegebenenfalls am linken oder rechten Rand stehen. Der Rest des Gevierts bleibt dann leer, was wie ein kleiner Zwischenraum aussieht. Satzzeichen wie Punkte (。), Kommas (、) und rechte Klammern (）) stehen dabei links, linke Klammern (（) rechts innerhalb ihres Gevierts. Daher besteht bei Schreibern mit entsprechendem kulturellen Hintergrund teilweise eine Neigung zum Klempen auch im lateinischen Schriftsystem.